# Permutacijska matrika
Permutacijska matrika (oznaka {\displaystyle P_{\pi }\,}) je kvadratna matrika, ki ima v vsaki vrstici samo en element enak 1, na ostalih mestih pa ima ničle. Prav tako ima tudi v vsakem stolpcu samo po en element enak 1, ostali pa so 0. Vsaka takšna matrika predstavlja določeno permutacijo {\displaystyle m\,} elementov. Vsaka permutacija ima svojo permutacijsko matriko. Če permutacijsko matriko pomnožimo z drugo matriko, dobimo permutacije v vrsticah v drugi matriki. Permutacijska matrika je nesigularna, kar pomeni, da njena determinanta ni nikoli enaka 0 (vedno je +1 ali -1). 
Permutacijska matrika se vedno dobi s permutacijami enotske matrike. Vsaka enotska matrika je tudi permutacijska matrika.

## Definicija
Permutacijo {\displaystyle m\,} elementov označimo s {\displaystyle \pi \,}
{\displaystyle \pi :\lbrace 1,\ldots ,m\rbrace \to \lbrace 1,\ldots ,m\rbrace \,}
To lahko enakovredno zapišemo v posebni obliki, ki jo imenujemo ciklično označevanje permutacij
{\displaystyle {\begin{pmatrix}1&2&\cdots &m\\\pi (1)&\pi (2)&\cdots &\pi (m)\end{pmatrix}}\,}
kjer je
- v prvi vrstici so napisani vsi elementi, ki jih permutiramo
- v drugi vrstici so zapisane posamezne vrednosti permutiranih elementov

{\displaystyle \pi (1)\,} pomeni permutirani element na prvem mestu
itd.
Permutacijska matrika {\displaystyle P_{\pi }\,} z razsežnostjo {\displaystyle m\times m\,} ima povsod 0, razen v vrstici {\displaystyle i\,}, kjer ima vrednost 1. To lahko zapišemo kot 
{\displaystyle P_{\pi }={\begin{bmatrix}\mathbf {e} _{\pi (1)}\\\mathbf {e} _{\pi (2)}\\\vdots \\\mathbf {e} _{\pi (m)}\end{bmatrix}},}
kjer je 
- {\displaystyle e_{j}\,} enotski vrstični vektor z dolžino {\displaystyle m\,}, ki ima enico na {\displaystyle j\,}-tem mestu, na vseh ostalih mestih pa ima {\displaystyle 0\,}.

## Zgled
Ena izmed permutacij štirih elementov je:
{\displaystyle \pi ={\begin{pmatrix}1&&2&&3&&4\\4&&2&&1&&3\end{pmatrix}}}
Pripadajoča matrika pa je:
{\displaystyle P={\begin{pmatrix}0&&0&&0&&1\\0&&1&&0&&0\\1&&0&&0&&0\\0&&0&&1&&0\\\end{pmatrix}}}.
Permutacijski matriki {\displaystyle 2\times 2\,} (dva elementa, ki permutirata) sta:
{\displaystyle {\begin{bmatrix}1&0\\0&1\\\end{bmatrix}}}
in:
{\displaystyle {\begin{bmatrix}0&1\\1&0\\\end{bmatrix}}}
Zgled permutacijske matrike {\displaystyle 4\times 4\,} (štirje elementi, ki permutirajo):
{\displaystyle {\begin{pmatrix}1&0&0&0\\0&0&1&0\\0&0&0&1\\0&1&0&0\end{pmatrix}}}

## Značilnosti
- za dve permutaciji {\displaystyle \sigma \,} in {\displaystyle \pi \,} velja {\displaystyle P_{\sigma }.P_{\pi }=P_{\sigma \circ \pi }}

kjer je
{\displaystyle \circ \,} kompozitum permutacij {\displaystyle P_{\sigma }\,} in {\displaystyle P_{\pi }\,}
- permutacijske matrike so ortogonalne, zanje velja :{\displaystyle P_{\pi }P_{\pi }^{T}=I}
- permutacijska matrika spada med stohastične matrike
- množenje permutacijske matrike {\displaystyle P\,} s poljubno matriko {\displaystyle A\,} povzroči permutacijo vrstic v matriki {\displaystyle A\,} (to je {\displaystyle P.A\,})
- množenje poljubne matrike {\displaystyle A\,} s permutacijsko matriko {\displaystyle P\,} ima za posledico permutacijo stolpcev v matriki {\displaystyle A\,} (to je {\displaystyle A.P\,})
- obratna vrednost permutacijske matrike je enaka njeni transponirani {\displaystyle P^{-1}=P^{T}\,} ali {\displaystyle A.A^{T}=I\,} ({\displaystyle I\,} je enotska matrika)

## Posplošitev permutacijske matrike
Vsota elementov v vsaki vrstici permutacijske matrike je 1. To lahko posplošimo tako, da dovolimo v vsaki vrstici poljubno vsoto. Takšne matrike so vsote permutacijskih matrik. 
Zgled
Naslednja matrika ima v vsaki vrstici vsoto elementov enako 5:
{\displaystyle M={\begin{bmatrix}5&0&0&0&0\\0&3&2&0&0\\0&0&0&5&0\\0&1&2&0&2\\0&1&1&0&3\end{bmatrix}}.}.